# Invasions mongoles de la Corée
Conquêtes mongoles
Les invasions mongoles de la Corée (1231–1259)  sont une série de campagnes militaires lancées par l’Empire mongol contre le Royaume coréen de Goryeo, entre  1231 et 1259. Il y a en tout sept grandes campagnes, qui provoquent à chaque fois un grand nombre de morts dans toute la péninsule coréenne. À la fin de ces campagnes, la Corée devient un État vassal de la dynastie mongole des Yuan pour environ 80 ans.

## Les premières campagnes
Fuyant les Mongols après avoir été vaincus par ces derniers, les Khitans envahissent le royaume de Goryeo en 1216 et infligent plusieurs défaites aux Coréens. Ils réussissent à atteindre les portes de la capitale et lancer des raids loin vers le sud, avant d'être vaincus par le général coréen Kim Chwi-ryeo, qui les repousse vers le nord jusqu'à la province de Pyongan,. Là, les derniers survivants sont exterminés en 1219 par une alliance Mongol/Goryeo,. Ces Khitans sont peut-être les ancêtres du peuple Baekjeong.
Gojong du Goryeo, qui règne de 1213 à 1259, est le 23e roi de la dynastie Goryeo. En 1225, l'empire mongol demande au Goryeo de lui verser un tribut. Les Coréens répondent en exécutant Chu-ku-yu, l'envoyé des Mongols. Sa mort sert de prétexte aux Mongols pour envahir le royaume de Goryeo.
En 1231, le Khan Ögedei donne l'ordre d'envahir la Corée. L'armée mongole, composée de vétérans des précédentes invasions, est commandée par le général Sartai. Les troupes mongoles traversent le Yalu et prennent rapidement le contrôle de la ville frontalière d'Uiju, où ils sont rejoints par Hong Bok-won, un général coréen ayant trahi le royaume de Goryeo. Pour riposter à cette invasion, Choe U, le chef du gouvernement, mobilise autant de soldats que possible et lève une armée composée d'une masse de fantassins. Il part ensuite combattre les Mongols à Anju et Kuju. Si les Mongols réussissent à prendre Anju, ils sont obligés de battre en retraite après le siège de Kuju. Frustré par cette guerre de siège, Sartai préfère utiliser la grande mobilité de ses troupes pour éviter l'armée du Goryeo et réussit ensuite à prendre Gaeseong, la capitale du royaume. Une partie de ses troupes s'enfonce plus au sud et atteint la ville de Chungju, qui se situe au centre de la péninsule de Corée. Cependant, l'avancée des Mongols est malheureusement bloquée par une armée d'esclaves commandés par Ji Gwang-su, qui se lancent dans un combat à mort avec les Mongols. Malgré cela, les Coréens réalisent vite qu'avec la chute de leur capitale, ils n'ont plus les moyens de résister aux Mongols et le royaume de Goryeo demande la paix. Les conditions des Mongols sont exorbitantes pour le petit royaume : les Coréens doivent fournir 10 000 peaux de loutre, 20 000 chevaux, 10 000 coupons de soie, des vêtements pour 1 000 000 de soldats ainsi qu'un grand nombre d’enfants et d’artisans qui doivent devenir soit des esclaves soit des serviteurs de l’empire mongol. Le général Sartai commence à se replier vers le nord avec le gros de ses troupes au printemps 1232, laissant derrière lui 72 responsables administratifs mongols stationnés dans diverses villes du Nord-Ouest du  Goryeo, afin de garantir que les termes de ce traité de paix seront appliqués.
En 1232, malgré les protestations du roi Gojong et d'une grande partie des hauts fonctionnaires de la cour, Choe U donne l'ordre de déplacer la cour royale et une partie de la population de Gaesong dans l'ile de Ganghwa, qui se trouve dans la baie de Gyeonggi. Pour mener à bien ce déplacement, le gouvernement réquisitionne tous les navires et toutes les barges disponibles pour transporter les soldats et les provisions dans ces iles. En agissant ainsi, Choe U mise sur la principale faiblesse des Mongols pour les vaincre : leur absence de maitrise du combat maritime. L'évacuation est si rapide que le roi Kojong lui-même est obligé de dormir dans une des auberges de l'ile car rien n'est prêt pour le recevoir. Peu de temps après le début de ce déplacement, le gouvernement donne l'ordre à la population coréenne de fuir les campagnes pour se réfugier dans les grandes villes, les forteresses des montagnes ou dans des iles. Prenant acte de son infériorité militaire, le gouvernement coréen pratique donc une politique de la terre déserte pour contrer les Mongols. Avant l'arrivée du roi, l'ile de Ganghwa était déjà une puissante forteresse et à la suite de ce déplacement, ses défenses sont renforcées par la construction de forteresses plus petites faisant face au continent et la construction d'un double mur fortifié sur les crêtes du mont Munsusan. En parallèle, Choe U lance d'autres grands chantiers pour améliorer les défenses du royaume contre la menace mongole.
Lorsqu'ils sont mis au courant de ce déménagement, les Mongols protestent et lancent immédiatement une seconde attaque. L’armée mongole est commandée par Hong Bok-won, un Coréen de Pyongyang ayant trahi le roi de Goryeo. Très vite, les Mongols occupent une grande partie de la Corée du Nord, mais même s'ils atteignent également les régions du sud de la péninsule, ils n'arrivent pas a capturer l’île de Ganghwa, qui est seulement à quelques milles nautiques de la côte, et sont repoussés à Gwangju. C'est là que le général mongol Sartai (撒禮塔) est tué par le moine Kim Yun-hu (김윤후), alors qu'il doit faire face à une forte résistance de la part de civils lors de la bataille de Cheoin, près de Yongin. Après la perte de ce général, les Mongols sont forcés de se retirer à nouveau.

## Troisième campagne et traité de paix
En 1235, les Mongols lancent une nouvelle campagne, durant laquelle ils ravagent en partie les provinces de Gyeongsang et Jeolla. Ils doivent faire face à une forte résistance civile et la cour royale de Ganghwa en profite pour tenter de renforcer sa forteresse. Les troupes du Goryeo remportent plusieurs victoires, mais ne peuvent pas résister face aux vagues d’invasions successives. En 1236, Kojong ordonnd la recréation de la Tripitaka Koreana, qui avait été détruite pendant l’invasion de 1232. Il faut 15 ans pour refaire cette collection de textes bouddhistes sculptés sur quelque 81 000 blocs de bois. Malgré les guerres et les destructions qui ont eu lieu depuis, cette collection a été conservée jusqu'à ce jour. Voyant qu'ils sont dans l'incapacité de prendre l’île de Ganghwa ou les forteresses des montagnes de Goryeo, les Mongols commencent à pratiquer une politique de la terre brûlée dans toute la Corée, afin d’affamer la population. Et lorsque quelques forteresses capitulent, les Mongols exécutent tous ceux qui ont osé leur résister.
En 1238, le Goryeo cède et demande la paix. À l'issue des tractations, la cour royale du Goryeo accepte d'envoyer la famille royale en Mongolie comme otage. Les Mongols se retirent alors, mais le seul otage envoyé n'a quasiment aucun lien avec la lignée royale. Furieux, les Mongols exigent que plus un seul navire coréen ne navigue, que la Cour soit déplacée sur le continent, le renvoi des fonctionnaires anti-Mongols et, encore une fois, que la famille royale soit livrée comme otage. En guise de réponse, la Corée envoie une princesse ayant un lien lointain avec la famille royale et dix enfants de nobles.

## Quatrième et cinquième campagne
Furieux, les Mongols débutent en 1247 une quatrième campagne contre le Goryeo, tout en continuant de réclamer que la capitale soit déplacée à Songdo et que la famille royale soit livrée comme otage. Güyük envoie Amuqan en Corée et l'armée mongole installe son campement à proximité de Yomju en juillet 1247. Après un nouveau refus des conditions mongoles par le roi Gojong, les troupes d'Amuqan commencent à piller la péninsule. Ces raids s'arrêtent à la suite du décès de Güyük en 1248, ce qui oblige les Mongols à se retirer de nouveau. Cependant, les raids mongols continuent jusqu'en 1250.
En 1251, Möngke devient le nouveau Khan des Mongols et réitère auprès des Coréens les exigences de son prédécesseur. En octobre 1251, il envoie une ambassade à la Cour royale du Goryeo pour annoncer son couronnement et demander que le roi Gojong se rende personnellement en Mongolie. Il réclame également, à nouveau, le déplacement de la capitale des iles Ganghwa vers le continent. La Cour du Goryeo refuse d'envoyer le roi en Mongolie, arguant qu'il est trop vieux pour un tel voyage. Après avoir reçu cette réponse, Möngke envoie une autre ambassade en assignant des tâches bien spécifiques à ses émissaires. Ces derniers sont bien accueillis par les officiels de la Cour du Goryeo, mais ils ne se privent pas de critiquer leurs hôtes en leur disant que leur roi n’a pas suivi les ordres de son suzerain Möngke. Ce dernier se lasse de la mauvaise volonté des Coréens et ordonne au prince Yeku de prendre la tête d'une armée pour attaquer la Corée. Cependant, un des Coréens de la Cour de Möngke finit par convaincre ce dernier de ne commencer sa campagne qu'en juillet 1253. Avant de lancer cette campagne, Yeku et Amuqan, demandent à la Cour du Goryeo de se rendre. La Cour refuse mais ne résiste pas face aux Mongols et se contente de donner l'ordre aux paysans de se réfugier à nouveau dans les forteresses des montagnes ou dans des iles. Avec l'aide des généraux coréens qui ont trahi le Goryeo, Jalairtai Qorchi ravage une fois de plus la Corée. Dans le même temps, le roi Gojong rencontre personnellement un des envoyés de Yeku dans son nouveau palais de Sin Chuan-bug et accepte de rapatrier la capitale sur le continent. Il accepte également d'envoyer son beau-fils Angyeong en Mongolie comme otage. À la suite de ce changement d'attitude, les Mongols acceptent un cessez-le-feu en janvier 1254.

## Sixième campagne et paix définitive
Très vite, les Mongols apprennent que, malgré les promesses du roi, les hauts fonctionnaires du Goryeo sont restés sur l’île de Ganghwa et qu’ils ont puni ceux qui ont négocié avec les Mongols. De plus, Möngke se rend compte que l’otage n’est pas le prince Angyeong.
Furieux, Möngke blâme la Cour du Goryeo pour l'avoir trompé et avoir fait tuer la famille de Lee Hyeong, un général coréen pro-Mongol. Sur ordre de Möngke, le général mongol Jalairtai dévaste une grande partie du royaume de Goryeo en 1254 et fait 206 800 prisonniers durant ce raid. La famine et le désespoir contraignent les paysans à se rendre aux Mongols, qui fondent un avant-poste militaire à Yonghung avec des responsables locaux. Là, ils ordonnent aux transfuges de construire des bateaux, avec lesquels les Mongols commencent à attaquer les îles côtières coréennes à partir de 1255. Dans la péninsule du Liaodong, les Mongols rassemblent les déserteurs coréens dans une colonie de 5 000 foyers. En 1 258, le roi et Kim Unjin, un vassal du Clan Choe, organisent un contre-coup d’État en assassinant le chef du clan Choe, avant de négocier la paix avec les Mongols. Lorsque la Cour du Goryeo envoie le futur roi Wonjong comme otage à la Cour mongole et promet de revenir à Kaegyong, les Mongols acceptent de se retirer du centre de la Corée.
Pour bien comprendre ce dénouement, il faut savoir qu'à cette époque, il y a deux factions qui s'opposent au sein de la cour du Goryeo : la faction des lettrés, qui s’oppose à la guerre avec les Mongols et la faction militaire, dirigée par le clan Choe, qui veut continuer la guerre à tout prix. Lorsque le chef du clan Choe est assassiné par le roi et les lettrés, la paix est enfin conclue. Ce traité de paix est dur :
- le nord de la Corée est divisé en colonies sur lesquelles sont implantés des colons mongols
- l'ile de Jeju-do devient un haras mongol[13],[14].
- le représentant mongol fait et défait la loi, selon les volontés du Khan.
- des humiliations protocolaires et vestimentaires sont imposées.

Malgré tout, il permet le maintien du pouvoir souverain et de la culture traditionnelle du Goryeo, car il implique que les Mongols renoncent à faire du royaume une province de leur empire, au profit d'une vassalisation poussée.

## Conséquences
Malgré l'élimination du clan Choe, les luttes intestines au sein de la Cour royale au sujet de la paix avec les Mongols se poursuivent  jusqu’en 1270. En effet, depuis Choe Chung-heon, le Goryeo avait été une dictature militaire, dirigée par l’armée privée du puissant clan Choe et ce changement n'est pas du goût de tout le monde. Certains de ces responsables militaires se soulèvent contre le roi et les Mongols lors de la rébellion de Sambyeolcho, qui éclate en 1270. Les insurgés résistent en se retranchant dans les îles situées au large de la côte sud de la péninsule coréenne, où leur révolte finit par être réprimée en 1273.
À partir du règne de Wonjong et pour environ 80 ans, le Goryeo devient un État vassal et un fidèle allié de la dynastie Yuan. Les liens entre les dirigeants mongols et coréens sont renforcés par des mariages, certains princes et aristocrates mongols épousent des princesses coréennes et vice versa. Ainsi, pendant le règne de Kubilai Khan, le roi Chungnyeol de Goryeo épouse une des filles du Khan. Plus tard, une princesse coréenne devient une impératrice, connue sous le nom d'impératrice Gi, de par son mariage avec Khutughtu Khan, le futur empereur Mingzong. Son fils, Ayourchiridhara de la dynastie Yuan du Nord, devient un Khan mongol. Grâce à ces liens, les rois de Goryeo bénéficient d'un statut important qui les met au même niveau que les autres grandes familles des Ouïghours et Mongols. Selon certains historiens, l’un des monarques du Goryeo est le petit-fils bien-aimé de Kublai Khan et a grandi à la Cour des Yuan.
Les darughachis mongols présents à la Cour Royale de Goryeo offrent régulièrement de l'argent à la faction pro-mongole de la Cour et cherchent parfois à s'impliquer activement dans les affaires du royaume. Par ailleurs, la domination mongole de l’Eurasie encourage les échanges culturels, ce qui permet, par exemple la transmission de certaines des idées et technologies coréennes vers d’autres régions sous contrôle des Mongols,.
La dynastie Goryeo a vécu sous l’influence de la dynastie des Mongols jusqu'à ce que les Coréens réussissent à chasser les garnisons mongoles à partir de la décennie 1350, à une époque où la dynastie Yuan commence déjà à s’affaiblir et à s'effondrer à cause des rébellions massives survenant en Chine. Profitant de l’occasion, le roi Gongmin, qui règne alors sur Goryeo, réussit à récupérer certains des territoires/colonies du Nord de la Corée.

## Voir également
- Histoire de la Corée
- Corée sous les Yuan
- Rébellion de Sambyeolcho